# Ratzeburg
Ratzeburg, en baix alemany Ratzborg, és una ciutat de Slesvig-Holstein, a la frontera amb Mecklemburg-Pomerània Occidental, Alemanya.
És la capital del districte de Ducat de Lauenburg.

## Geografia
La ciutat, envoltada per quatre llacs, es diu la Inselstadt o ciutat-illa. Éd unida a la terra per tres ponts.i famós per la cura de la salut i dels benestar. La ciutat és part d'una reserva natural anomenada Parc natural dels llacs de Lauenburg (Naturpark Lauenburgische Seen). 
Ratzeburg és una part integral de l'àrea metropolitana d'Hamburg. Les ciutats que més a prop són Mölln, Lübeck i Schwerin. La ciutat és d'uns vint quilòmetres de Lübeck, prop de l'Alte Salzstrasse, l'antiga carretera de sal, que connecta Lübeck i Lüneburg. És travessat per la carretera que connecta Bad Oldesloe i Schwerin i que abans de la reunificació dels dos estats alemanys el 1989 marcava la frontera entre l'Alemanya Occidental (RFA) i  Oriental (RDA).

## Història
La ciutat fou fundada al segle xi com Racisburg. El nom prové dels ratse que tenien el sobrenom del Príncep de la Polabians, Ratibor, que en Sòrab (l'idioma de Wends) significa "regla". En 1044 el monestir va ser construït per missioners cristians, sota la direcció del monge Ansverus. El monestir va ser destruït en una rebel·lió pagana el 1066, on tots els monjos van ser làpides fins a la mort. Avui existeixen monuments a dos dels missioners a les esglésies de la ciutat per commemorar aquests esdeveniments. A la catedral de Ratzeburg són les restes de Ansverus, que va ser canonitzat al segle xii.
Enric el Lleó (Heinrich der Löwe) va esdevenir governador de la ciutat el 1143 i va establir un bisbat el 1154. També va ser responsable de la construcció de la catedral d'estil gòtic tardà, construïda en maons vermells, típics del nord d'Alemanya. Enric també ha contribuït a la construcció de catedrals en el Lübeck i Braunschweig, on encara es conserven les seves restes.
Més tard la ciutat es va convertir en un principat bisbal, que tenia una regla de vot en la Dieta Imperial. El Bisbat de Ratzeburg va ser l'últim estat al nord d'Alemanya catòlic. L'any 1550 després de la mort del seu sobirà, el príncep-bisbe Georg von Blumenthal, l'Estat es converteix en luterana a partir de Thomas Aderpul el 1554. La ciutat de Ratzeburg en si mateixa no era al territori del Bisbat de Ratzeburg, es converteix en part del Ducat de Saxònia-Lauenburg després de la caiguda d'Enric el Lleó.
La ciutat va ser gairebé completament destruïda el 1693, quan Cristià V de Dinamarca, el va reduir a runes pels bombardejos. Després d'aquest esdeveniment va ser reconstruït en estil barroc. Ratzeburg fou breument part del Primer Imperi Francès a les eguerres Napoleòniques i va ser assignat a Dinamarca al Congrés de Viena.
 Després que va annexar-se a la Segona Guerra de Schleswig (1864) al Regne de Prússia a la província de Slesvig-Holstein. La catedral es va convertir en una part de la ciutat de Ratzeburg. El 1937, després de la llei de l'àrea metropolitana d'Hamburg, la ciutat passà de Prússia a Slesvig-Holstein.
De 1945 a 1989, el Teló d'acer va passar tot just a l'est de la ciutat, va col·locar-la a la frontera de la intraalemanya durant uns quaranta anys.
Ratzeburg també és conegut pel seu club de rem olímpic Ratzeburg Club, que va ser líder, entre d'altres, la llista de medalles d'or a Jocs Olímpics de Melbourne el 1956.
A un dels cementiris de la ciutat és també la tomba de l'esculptor Ernst Barlach, potser el més important creador que va escollitr domicili a Ratzeburg.

## Ciutats agermanades
| - - Esneux, Bèlgica - - Walcourt, Bèlgica - - Châtillon-sur-Seine, França - - Ribe, Dinamarca - - Strängnäs, Suècia | - - Sopot, Polònia |